# Ronfeugerai
Ronfeugerai est une ancienne commune française, située dans le département de l'Orne en région Normandie, devenue le 1er janvier 2016 une commune déléguée au sein de la commune nouvelle d'Athis-Val-de-Rouvre.
Elle est peuplée de 333 habitants.

## Toponymie
Le nom de la localité pourrait être issu du latin rotundus qui signifie « rond », et du latin filicaria qui désigne un endroit où pousse la fougère, le tout suivi du suffixe collectif -etum (francisé en -ai).

## Héraldique
| Blason de Ronfeugerai | Blason  | Coupé: au 1er de gueules à deux léopards d'or, armés et lampassés d'azur, l'un au-dessus de l'autre, au 2e d'argent à la plante de fougère arrachée et feuillée de cinq pièces de gueules.                      |
| Blason de Ronfeugerai | Détails | Les deux léopards d'or sur champ de gueules représentent les armoiries de la Normandie. Blason historique, la commune ayant fusionné au 1er janvier 2016 pour former la commune nouvelle d'Athis-Val de Rouvre. |

## Politique et administration
| Période                                  | Période       | Identité     | Étiquette | Qualité                            |
| ---------------------------------------- | ------------- | ------------ | --------- | ---------------------------------- |
| Les données manquantes sont à compléter. |               |              |           |                                    |
| 1995                                     | mars 2014     | Pierre Lion  | SE        | Dessinateur industriel indépendant |
| mars 2014                                | décembre 2015 | Nicole Duval | SE        | Retraitée                          |

Pour le mandat 2020-2026, Florent Gauquelin est maire délégué de  Ronfeugerai.

## Démographie
L'évolution du nombre d'habitants est connue à travers les recensements de la population effectués dans la commune depuis 1793. À partir du 1er janvier 2009, les populations légales des communes sont publiées annuellement dans le cadre d'un recensement qui repose désormais sur une collecte d'information annuelle, concernant successivement tous les territoires communaux au cours d'une période de cinq ans. 
Pour les communes de moins de 10 000 habitants, une enquête de recensement portant sur toute la population est réalisée tous les cinq ans, les populations légales des années intermédiaires étant quant à elles estimées par interpolation ou extrapolation. Pour la commune, le premier recensement exhaustif entrant dans le cadre du nouveau dispositif a été réalisé en 2006,.
En 2021, la commune comptait 333 habitants, en évolution de −9,26 % par rapport à 2015 (Orne : −1,53 %, France hors Mayotte : +2,49 %).
| 1793 | 1800 | 1806 | 1821 | 1831 | 1836 | 1841 | 1846 | 1851 |
| ---- | ---- | ---- | ---- | ---- | ---- | ---- | ---- | ---- |
| 659  | 705  | 808  | 717  | 763  | 807  | 840  | 814  | 826  |

| 1856 | 1861 | 1866 | 1872 | 1876 | 1881 | 1886 | 1891 | 1896 |
| ---- | ---- | ---- | ---- | ---- | ---- | ---- | ---- | ---- |
| 815  | 808  | 772  | 748  | 679  | 606  | 559  | 467  | 443  |

| 1901 | 1906 | 1911 | 1921 | 1926 | 1931 | 1936 | 1946 | 1954 |
| ---- | ---- | ---- | ---- | ---- | ---- | ---- | ---- | ---- |
| 412  | 356  | 339  | 273  | 280  | 263  | 231  | 230  | 221  |

| 1962 | 1968 | 1975 | 1982 | 1990 | 1999 | 2006 | 2011 | 2016 |
| ---- | ---- | ---- | ---- | ---- | ---- | ---- | ---- | ---- |
| 212  | 232  | 260  | 317  | 341  | 328  | 305  | 349  | 339  |

| 2019 | - | - | - | - | - | - | - | - |
| ---- | - | - | - | - | - | - | - | - |
| 334  | - | - | - | - | - | - | - | - |

## Lieux et monuments

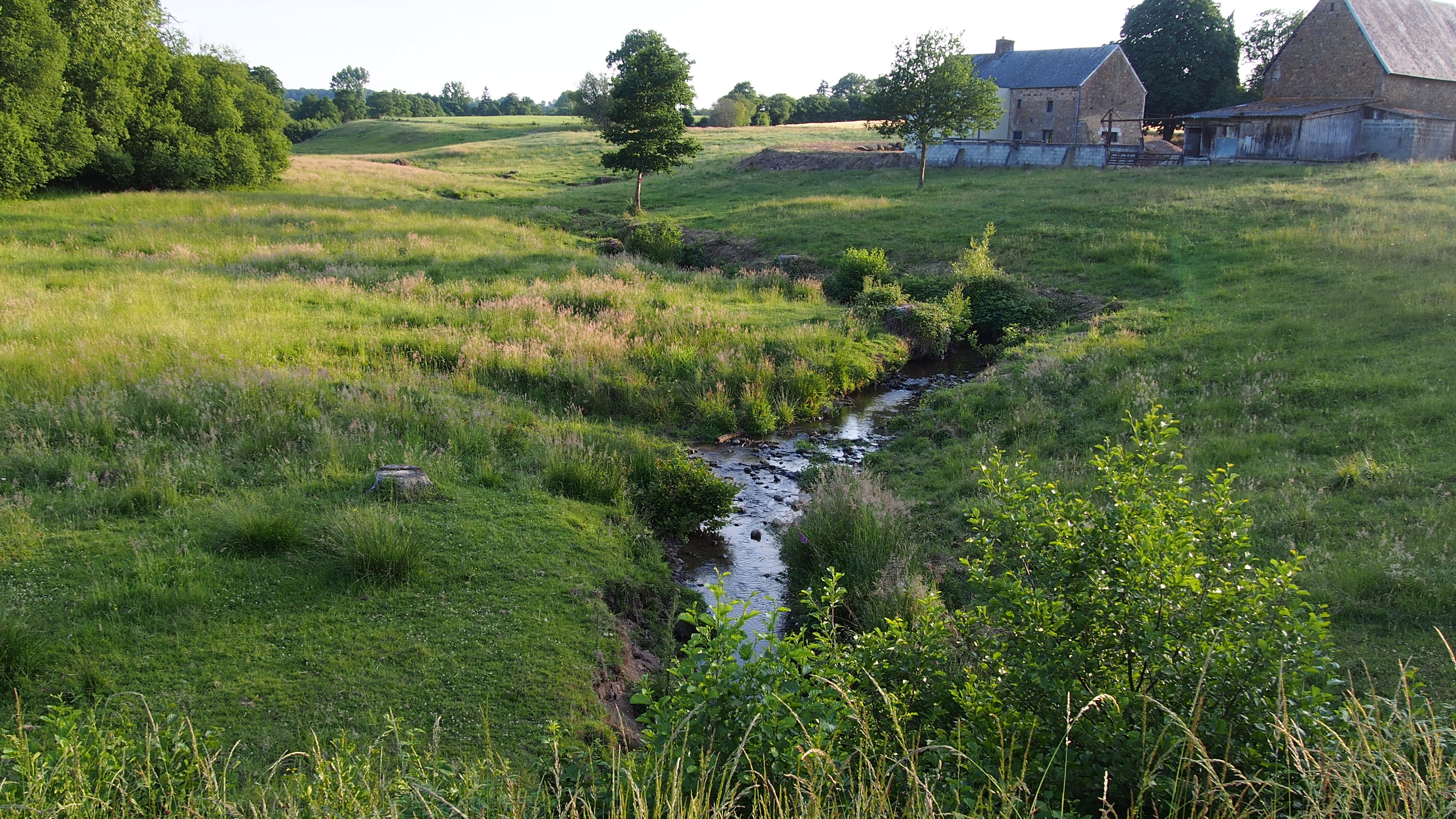
Le Lembron, ruisseau coulant entre Ronfeugerai, à gauche, et Athis-de-l'Orne.

- Église Saint-Hilaire.

## Personnalités liées à la commune
- Hector de La Ferrière, comte de La Ferrière-Percy (1809-1896), homme politique, essayiste et historien protestant, a résidé au château de Ronfeugerai.
- Léon Lefébure (1838-1911), homme politique, propriétaire du château de Ronfeugerai.
- Jean-François Leroy (1915-1999), botaniste au Muséum national d'histoire naturelle, disciple d'Auguste Chevalier.

## Voir aussi

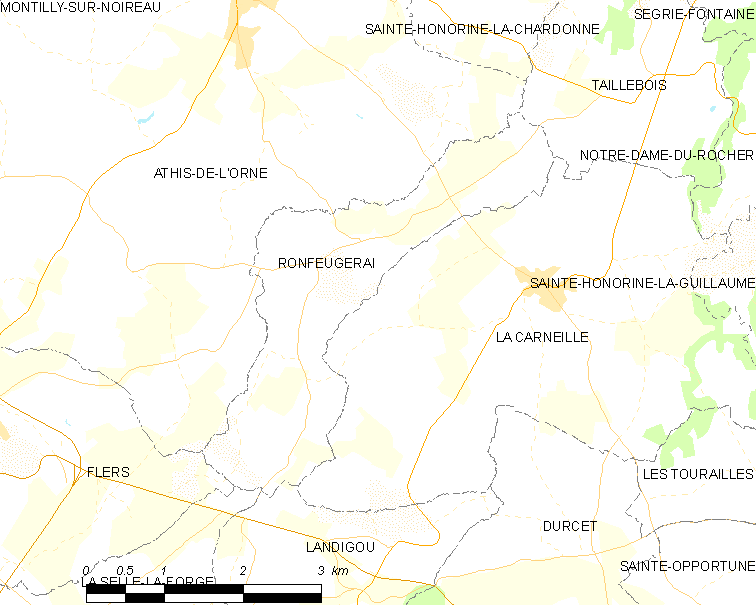
La carte de Ronfeugerai et des communes alentour.